# Anders Karlsson (fotbollsspelare)
Per Anders Mikael Karlsson, född 27 april 1963, död 23 november 2015, var en svensk fotbollsmålvakt. 
Anders Karlsson gjorde sin debut för Örebro SK den 23 april 1984, i en match mot IF Brommapojkarna i Division 2 Norra som slutade med en 2-1-vinst. Karlsson har rekordet i flest antalet spelade matcher i Örebro SK (436 stycken). Han slutade den aktiva karriären 2002 och blev därefter målvaktstränare i Örebro SK Fotboll. Han var med i Örebros trupp 2005 och 2007 som reservmålvakt, dock utan att göra några ligamatcher.
Natten till den 24 november 2015 anmäldes han försvunnen av anhöriga. På morgonen den 25 november avslutade polisen sökandet med anledning av att de inte trodde att han var vid liv. Man trodde att han gått igenom isen när han åkte långfärdsskridskor på Rynningeviken i Örebro. Den 23 april 2016 hittades en avliden person i Hjälmaren, som polisen misstänkte var Karlsson och den 4 maj samma år bekräftades det att det var Anders Karlsson som hittades efter att polisen hade genomfört rättsmedicinska undersökningar på den avlidne personen.